# Strai
Strai är en tidigare tätort i Kristiansands kommun i Agder fylke i södra Norge. Orten ligger vid riksväg 9 och Sørlandsbanan, väster om älven Otra, nordväst om staden Kristiansand.
Sedan 2013 räknas bebyggelsen i orten som en del av tätorten Kristiansand.
Tidigare har orten tillhört dåvarande Oddernes kommun.